# Pénelopé
Pénelopé (řecky Πηνελόπη, překládáno jako "tkající") byla manželka Odysseova, matka Télemachova. Je pokládána za vzor manželské věrnosti.
Byla velmi krásná, a když se Odysseus dlouho nevracel z Tróje, ucházelo se o ni mnoho nápadníků. Ti neměli rádi jejího syna Télemacha a chtěli ho zabít. Pokusili se o to, když se vracel z cesty, na kterou se vydal, aby našel svého otce. Nápadníci nutili Pénelopu, aby si mezi nimi vybrala nového manžela. Ona stanovila termín rozhodnutí poté, co dokončí rubáš pro Odysseova otce Láerta. Co přes den utkala, v noci vždy rozpárala. Tímto způsobem oddalovala nový sňatek déle než tři roky až do Odysseova návratu.
Télemachos s Odysseem poté nápadníky zabili. Pénelopé a Odysseus strávili pak společně dlouhý a poklidný život, jako by Odysseus nikdy neodjel.